# Barone Ashura
Il Barone Ashura (アシュラ男爵?, Ashura Danshaku) è un personaggio immaginario e uno dei due antagonisti secondari della serie manga e anime Mazinga Z, creato dallo sceneggiatore Gō Nagai.

## Storia
Il barone Ashura, mostruoso essere metà uomo e metà donna, è il risultato di un folle esperimento del perfido dottor Inferno, che ha dato la vita a due individui mummificati dopo averli congiunti in un unico corpo: in origine essi erano una coppia di amanti, vissuti nell'isola di Rodi in un'epoca lontana, la cui relazione, osteggiata dalle famiglie, aveva infine determinato la loro condanna a morte. Inviato da Inferno contro Mazinga Z, Ashura si dimostrerà sempre esecutore dei suoi ordini fedele e leale, anche quando gli verranno affiancati il conte Blocken e il Granduca Gorgon, con i quali avrà molti contrasti. Sarà il primo nemico di Mazinga Z a morire, dopo essersi lanciato in un attacco suicida contro il robot.
Nell'OAV nel 2013, Mazinga Edition Z (Shin Mazingher), il personaggio di Ashura è al centro delle vicende dell'intero arco narrativo dei 26 episodi. Viene svelato che i due individui che compongono il corpo del luogotenente del dottor Inferno sono quelli di due sacerdoti e amanti, guardiani della porta delle creature micenee dell'isola di Bardos, i cui nomi erano Tristano e Isolde. I due erano, insieme al Granduca Gorgon, i comandanti dell'avamposto sulla terra di una razza aliena, i Micenei, che dominava il pianeta in un'epoca precedente all'antica Grecia, grazie all'ausilio di mostri meccanici e che mirava alla completa distruzione della razza umana. La sete di dominio dei tre era però osteggiata da Zeus (entità mitologica dalle sembianze simili a quelle di Mazinga), uno dei tre supremi comandanti dei Micenei, insieme a Poseidone ed Ade. Zeus non voleva il genocidio della razza umana e per questo aveva distrutto molte delle macchine dei comandanti i quali, per poterle salvare, decisero di nasconderle in un luogo sicuro, protette da un immenso portale che solo Tristano e Isolde avrebbero potuto aprire attraverso l'imposizione sul portale di una delle mani di entrambi. Ciò non prima dell'avvicendamento del nuovo comandante supremo Ade, in sostituzione di Zeus. Il Granduca Gorgon rinchiude quindi i due sacerdoti in un bozzolo protettivo fino al giorno in cui lo stesso Gorgon li avrebbe risvegliati per riattivare così i robot.
È lo stesso Ashura a ripercorrere le vicende della sua vita passata quando, insieme a Mazinga Z, è costretto ad un viaggio spazio-tempo sull'isola di Bardos per liberare il mondo dalla minaccia dei Kedra, cervelli meccanici dell'esercito di macchine micenee, i quali costituiscono un pericolo anche per il dottor Hell. Durante questo viaggio scoprirà anche l'inganno ordito dal dottor Inferno nei suoi confronti: il corpo di Tristano e Isolde non era putrefatto, fu lo stesso Hell a sciogliere con l'acido le due metà di Tristano e Isolde, per poi riunire quelle rimaste in modo da far credere al redivivo Ashura di avergli ridato la vita, mentre invece ne aveva solo destato il sonno, al fine di farsi rivelare i segreti di quel luogo e allo stesso tempo renderlo un suo fedele servitore.
È in questo momento che Ashura prende coscienza di sé, le sue origini tornano e galla e con esse il senso di appartenenza e di dovere verso la sua vera razza. Decide quindi di vendicarsi contro il dottor Inferno e nello stesso tempo liberarsi di Mazinga Z. Finge un'alleanza con la fortezza della scienze e, mandando allo scoperto le truppe di Hell, contribuisce all'attacco dell'isola volante di Bardos dall'interno. Il vero scopo è però un altro, infatti, sconfitto il dottor Hell con l'ausilio della potenza di fuoco della fortezza delle scienze e di Mazinga Z, può finalmente portare a compimento ciò che si era prefisso millenni addietro e cioè aprire, dal luogo in cui fu rinchiuso, un varco che conduca sulla terra i rappresentanti della sua razza. Sacrificando sé stesso, separa il suo corpo, sicché il sangue scorre sul pavimento. Subito dopo riaffiorano dal cielo, sorrette da colonne stilizzate come fossero entità divine, i Micenei, pronti a reclamare il loro dominio sul mondo.
Con il sacrificio di Ashura, si chiude il racconto della serie Mazinga Edition Z. Non è dato sapere se il barone sia sopravvissuto o no. All'inizio della serie animata, in una scena, si vede Mazinga Z prostrato dinanzi al Generale Nero con il pilota Koji Kabuto all'interno, ormai allo stremo delle forze. Probabilmente l'atto sacrificale segna la fine del barone Ashura e per ora la sua vittoria visto che non è prevista al momento un sequel sul Grande Mazinga, di cui queste vicende sono il preludio.